# Signiphora zosterica
Signiphora zosterica is een vliesvleugelig insect uit de familie Signiphoridae. De wetenschappelijke naam is voor het eerst geldig gepubliceerd in 1953 door Kerrich.